# György Cziffra

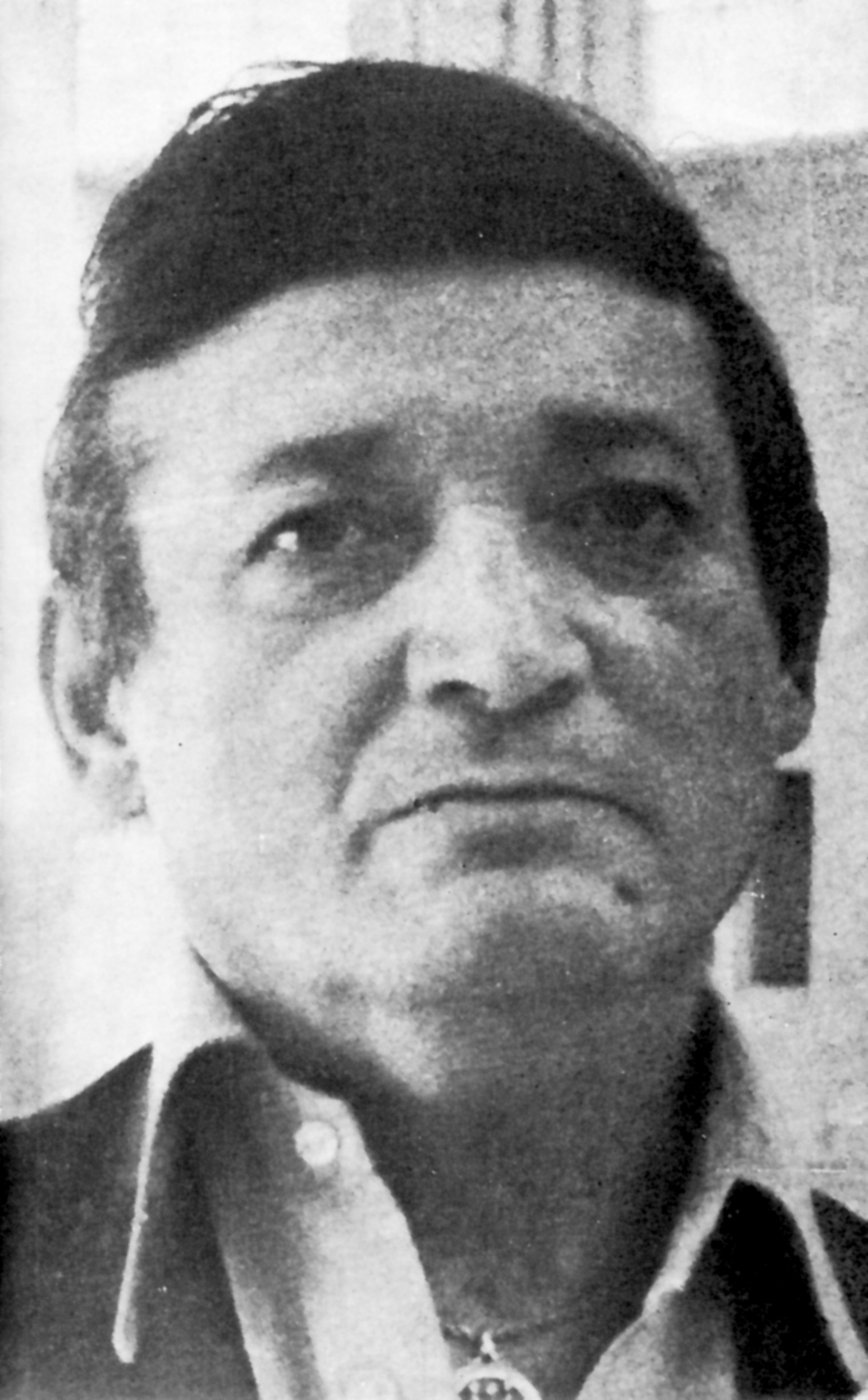
György Cziffra

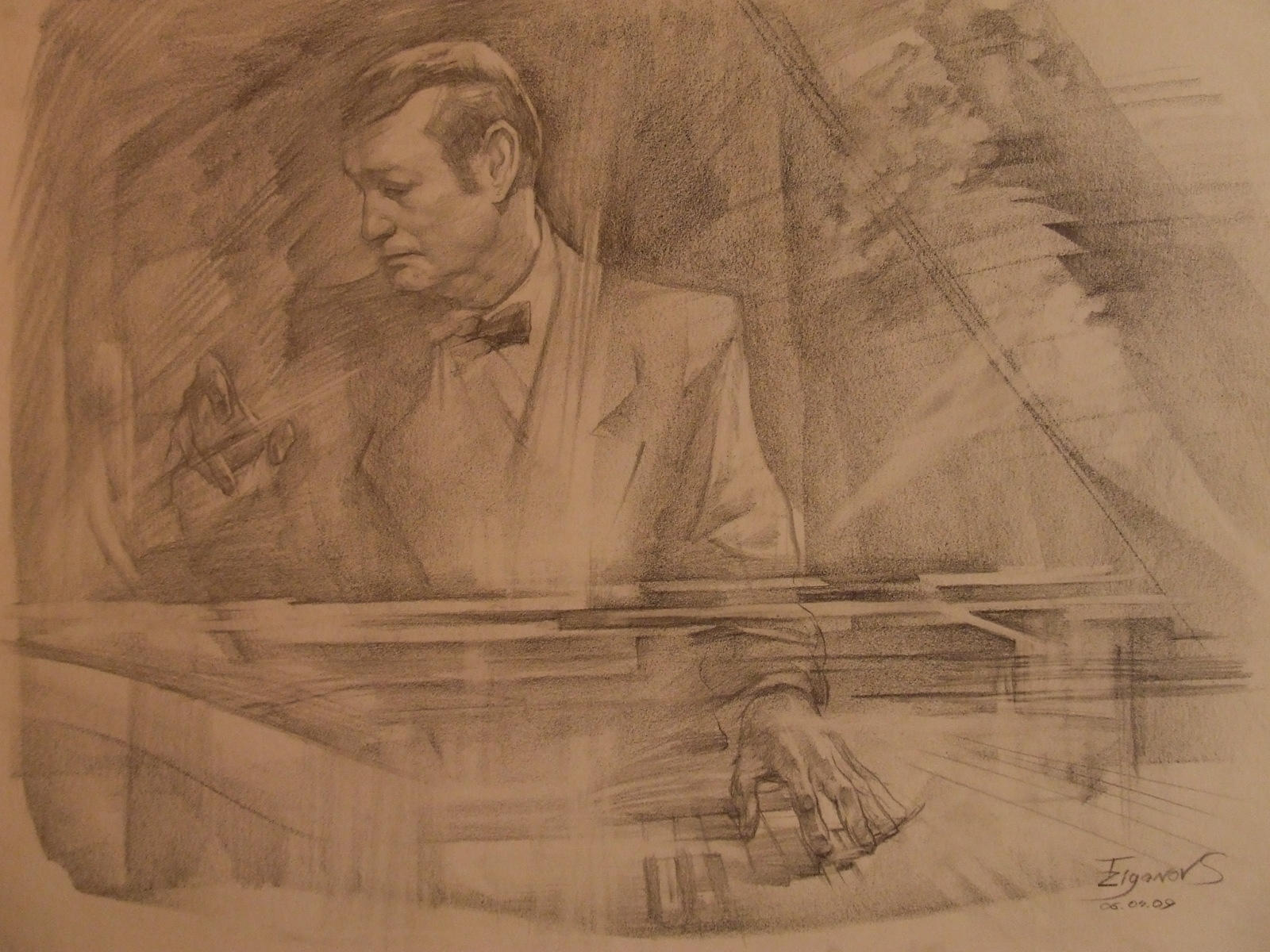
Serge Tziganov: György Cziffra

György (Georges) Cziffra [ˈʦifrɒ] (* 5. November 1921 in Budapest; † 15. Januar 1994 in Longpont-sur-Orge, Département Essonne) war ein ungarisch-französischer Pianist.

## Leben
Cziffras Vater, ein Rom, war in den 1910er Jahren als Zymbalspieler durch Paris getingelt. Im Ersten Weltkrieg wies die Dritte Französische Republik die Angehörigen der Staaten aus, die gegen Frankreich kämpften. Da Cziffras Vater ungarischer Staatsbürger war, wurde er interniert. Die Mutter und die beiden Schwestern von György mussten nach Budapest ausreisen. Als der Vater freigelassen und nach Budapest gekommen war, wurde György Cziffra in ärmlichste Verhältnisse geboren. Eine Schwester sparte sich Geld für Klavierunterricht. Indem er ihr, krankheitsbedingt vom Bett aus, beim Proben zuhörte, fand Cziffra zu seinem Instrument. Das Talent erkennend, sah die Schwester von einer eigenen Klavierkarriere ab. Mit fünf Jahren von einem Wanderzirkus engagiert, glänzte er mit Improvisationen über Motive, die ihm das Publikum durch Zurufe vorschlug. Diese ungewöhnliche Erfahrung über nur wenige Wochen prägte zugleich Cziffras spezielle Interpretation des Klavierspiels.
Schon mit neun Jahren wurde er – als jemals Jüngster – in die Franz-Liszt-Musikakademie seiner Heimatstadt Budapest aufgenommen. Unter anderem studierte er dort bei Ernst von Dohnányi. Erste Konzerttourneen unternahm er mit 16 Jahren durch Ungarn, die Niederlande und Skandinavien.

### Zweiter Weltkrieg
1942 wurde er im Zweiten Weltkrieg als ungarischer Soldat eingezogen und in der Ukraine an der Ostfront eingesetzt. Zu diesem Zeitpunkt war seine Frau Soleilka (Tochter des damaligen ägyptischen Botschafters in Budapest), mit der er seit 1941 verheiratet war, schwanger. Laut eigenen Angaben wurde er im Winter 1943 aufgefordert, auf einem Kasinoabend deutscher Offiziere Klavier zu spielen. Zutiefst beeindruckt, bot ihm ein General an, nach Berlin mitzukommen und Richard Strauss vorgestellt zu werden; vor allem aus Sorge um seine ägyptische in Rom geborene Frau und in Hinblick auf sein „nichtarisches“ Zigeunererbe wollte er das Angebot aber nicht annehmen. Nachdem er zwei Wachen mit Alkohol bestochen hatte, stahl er einen bereitstehenden Eisenbahnzug und fuhr in Richtung gegnerischer Linien davon. In einer Schlafpause von russischen Partisanen festgenommen, wurde er in einen Gulag deportiert. Gegen Ende des Krieges wurde er mit anderen ungarischen Lagerinsassen zu einer neu aufgestellten sowjetischen Einheit gepresst, aber war als Ausbilder nicht mehr an Kampfhandlungen beteiligt.

### Flucht
1946 aus dem Kriegsdienst entlassen und zurückgekehrt, spielte er – wie früher sein Vater in Paris – in Cafés und Kabaretts. Ein gescheiterter Fluchtversuch aus dem stalinistischen Ungarn wurde mit Zwangsarbeit von 1950 bis 1953 im Gefängnis von Sopronkőhida bestraft. 1955 gewann er in Budapest den Preis der Franz-Liszt-Musikakademie. Nachdem er 1956, kurz vor dem Ungarischen Volksaufstand, Béla Bartóks 2. Klavierkonzert mit großem Erfolg aufgeführt hatte, entkam er mit seiner Frau und dem Sohn nach Wien. Sein sensationelles Debüt im Brahms-Saal des Wiener Musikvereins war The New Yorker eine Musikkritik wert. Für einen Pianisten sehr spät begann damit seine internationale Karriere. Häufig spielte er mit einer Lederbinde oberhalb vom rechten Handgelenk, was einer Verletzung während der Zwangsarbeitszeit geschuldet war.

### Frankreich
Nach seinem Wiener Debüt gab Cziffra einen Klavierabend in Paris. Nach seinem bisherigen Leben erschien ihm Frankreich wie ein „Bad in heiligem Wasser“. Um junge Pianisten einer breiten Öffentlichkeit bekannt zu machen, ließ er sie an seiner statt die Zugaben spielen. 1966 begründete er in der aufgelassenen Abtei La Chaise-Dieu ein Musikfestival. Als er eine Stiftung zur besseren Nachwuchsförderung gründen wollte, bat er André Malraux um Rat. Der war begeistert, riet aber von Paris ab und schlug Senlis (Oise) als Wiege Frankreichs vor. 1973 kaufte Cziffra die Ruine der Stiftskirche Saint-Frambourg, die Kapelle der Kapetinger aus dem 10. Jahrhundert. Mit seiner Frau und zunächst aus eigenen Mitteln besorgte er ihren Wiederaufbau. Hin- und hergerissen zwischen (finanziell nötigen) Konzerten und der Baustelle arbeitete Cziffra nach eigenem Bekunden „wie ein Galeerensklave“. Ein wenig entspannte sich die Lage, als Cziffras Stiftung 1975 die Gemeinnützigkeit zuerkannt wurde. „Wundersamerweise“ wurden den Cziffras zwei passende Kirchenfenster geschenkt – mit Abbildungen von Elisabeth von Thüringen = Elisabeth von Ungarn und Franz von Sales, dem Schutzpatron der Kapelle. Liszt hatte die zweite Aufführung seiner Legende von der heiligen Elisabeth in dieser königlichen Kapelle dirigiert. Sie wurde zum Franz Liszt Auditorium für junge Künstler.
Charles de Gaulle persönlich verlieh Cziffra 1968 die französische Staatsbürgerschaft.
1969 begründete Cziffra einen „alternativen“, später nach ihm benannten Klavierwettbewerb in Versailles.
Neben Liszt, Chopin und Schumann spielte Cziffra oft Beethoven, Bartók, Ravel, Rachmaninow, Balakirew, Grieg, Rameau und Couperin. Sein Sohn, György Cziffra der Jüngere (1942–1981), wurde ebenfalls Pianist, verlegte sich aber auf das Dirigieren und begleitete seinen Vater bei Konzerten und Tonaufnahmen. Laut dem Forensiker, der seine Todesursache feststellte, stürzte der an einem Alkoholproblem leidende Sohn betrunken in einen offenen Kamin. Vater Cziffra trat daraufhin kaum noch auf und spielte nie wieder mit einem Orchester.

## Wirkung auf andere Künstler
Hochgelobt war Cziffras immerwährende Suche nach dem maximalen Ausdruck. Viele Musiker (u. a. Alfred Cortot; Cyprien Katsaris; Gabriela Montero), fanden hierin eine Inspirationsquelle.
Alfred Cortot bekundete seine Bewunderung in einen Brief an Cziffra.
Cher ami,
Alors que j'écoutais la radio hier après-midi, j'ai entendu votre magnifique version du "Carnaval de Vienne" [gemeint ist vermutlich Robert Schumanns "Faschingsschwank aus Wien" op. 26] et je ne peux résister à vous exprimer mon admiration la plus sincère. Bien que ma conception personnelle de l'œuvre diffère légèrement de la vôtre, dans certains détails expressifs, votre interprétation était inspirée, tout à fait digne de l'intention originelle de Schumann, à la fois discrète et révélée au grand jour, toujours émouvante et pittoresque.
Bravo, cher ami, et merci encore pour cette interprétation très inspirée qui m'a empli de joie.
Sincères amitiés, Alfred Cortot.

## Werke
Um Cziffras Wunsch zu verwirklichen, „eine neue Tür zur Welt der Musik zu öffnen“, schrieb er, aus seinen Improvisationen resultierend, Paraphrasen und Transkriptionen
Liszt – Ungarische Rhapsodie Nr. 19 d-Moll (für Klavier)
Rossini – La danza G-Dur (Transkription für Klavier)
Rossini –  Paraphrase über die Ouverture von Guillaume Tell
Rimski-Korsakow – Hummelflug (Transkription für Klavier)
Strauß – Tritsch-Tratsch-Polka A-Dur (Paraphrase für Klavier)
Strauß – An der schönen blauen Donau Des-Dur (Paraphrase für Klavier)
Chatschaturjan – La Danse du sabre (Transkription für Klavier)
de Falla – Danse rituelle du feu a-Moll (für Klavier)
Vecsey – Valse triste cis-Moll (Bearbeitung für Klavier)
Brahms – Ungarische Tänze Nr. 5 (1957), 1–6, 8–9, 10, 12–13, 16–17, 19, 21 (für Klavier)
Cziffra – La Fantaisie roumaine A-Dur (für Klavier)
Cziffra – Ouverture Solonnelle C-Dur (für Klavier)
Cziffra – Pastorale pour Gerbert B-Dur (für Klavier)
Von Cziffras Autobiografie Ágyúk és virágok (1983) – Kanonen und Blumen – erschien 1996 nur die erste Hälfte (bis 1977) in englischer Übersetzung.